# Mesostenus grammicus
Mesostenus grammicus là một loài tò vò trong họ Ichneumonidae.